# Alexandru Fronea
Alexandru Fronea, né le 15 novembre 1933 à Bucarest et mort le 10 avril 2013 à Ploiești, est un footballeur roumain jouant au poste de défenseur.

## Biographie
Il remporte deux fois le championnat de Roumanie avec le FC Petrolul Ploiești, en 1958 et 1959, et remporte la Coupe de Roumanie en 1963.
En 1960, il dispute un match avec l'équipe de Roumanie, contre la Tchécoslovaquie.

## Palmarès
- Champion de Roumanie en 1958 et 1959 avec le Petrolul Ploiești
- Vainqueur de la Coupe de Roumanie en 1963 avec le Petrolul Ploiești